# باولو سيزار بينهيرو
باولو سيزار بينهيرو (بالبرتغالية: Paulo César Pinheiro‏) هو كاتب أغاني وملحن وشاعر برازيلي، ولد في 28 أبريل 1949 في ريو دي جانيرو في البرازيل.

## وصلات خارجية
- باولو سيزار بينهيرو على موقع IMDb (الإنجليزية)
- باولو سيزار بينهيرو على موقع ميوزك برينز (الإنجليزية)
- باولو سيزار بينهيرو على موقع ديسكوغز (الإنجليزية)